# Krugsberg
Krugsberg ist ein Gemeindeteil der Kreisstadt Kronach im Landkreis Kronach (Oberfranken, Bayern).

## Geographie
Die Einöde liegt am Fuße der bewaldeten Anhöhe Bierberg (445 m ü. NHN, 0,9 km nördlich) und zugleich am Rande des Haßlachtals. Im Nordosten erstreckt sich das Tal des Köstenbachs, der ein linker Zufluss der Haßlach ist. Ein Anliegerweg führt zur Bundesstraße 85 bei Stressenleithe (0,5 km südwestlich).

## Geschichte
Gegen Ende des 18. Jahrhunderts bestand Krugsberg aus einem Anwesen. Das Hochgericht übte das bambergische Centamt Kronach aus. Grundherr des Anwesens, von dem nicht sicher gesagt werden kann, ob es ein Hof oder ein Söldengut war, war die Frühmessstiftung Kronach.
Mit dem Ersten Gemeindeedikt wurde Krugsberg dem 1808 gebildeten Steuerdistrikt Gundelsdorf und der 1818 gebildeten Ruralgemeinde Knellendorf zugewiesen. Am 1. Juli 1971 wurde Krugsberg im Zuge der Gebietsreform in Bayern in Kronach eingegliedert.

### Einwohnerentwicklung
| Jahr      | 001818 | 001824 | 001861 | 001871 | 001885 | 001900 | 001925 | 001950 | 001961 | 001970 | 001987 |
| Einwohner | 11     | 9      | 10     | 8      | 8      | 7      | 4      | 3      | 5      | 5      | 7      |
| Häuser    | 1      |        |        |        | 1      | 1      | 1      | 1      | 1      |        | 1      |
| Quelle    | [ 5 ]  | [ 7 ]  | [ 8 ]  | [ 9 ]  | [ 10 ] | [ 11 ] | [ 12 ] | [ 13 ] | [ 14 ] | [ 15 ] | [ 1 ]  |

## Religion
Der Ort ist römisch-katholisch geprägt und nach St. Johannes der Täufer (Kronach) gepfarrt.